# Kalutara Stadium
Kalutara Vernon U. Fernando Stadium – wielofunkcyjny stadion w Kalutarze na Sri Lance. Jest obecnie używany głównie dla meczów piłki nożnej i gości domowe mecze Blue Star SC. Stadion może pomieścić 15 000 osób.